# 羅州呉氏
羅州呉氏（ナジュオし、朝鮮語: 나주오씨）は、朝鮮の氏族の一つ。本貫は全羅南道羅州市である。2015年の調査では、18,183人である（同系列の錦城呉氏は14,458人）。
始祖は、高麗時代に中郎将を務めた呉偃である。呉偃は新羅智証王時代に中国から新羅に渡来した呉瞻を先祖に持つ。

## 集姓村
- 光州広域市光山区
- 全羅南道羅州市[2]